# Ramot-Gilead
Koordinaten: 32° 30′ 0″ N, 36° 1′ 0″ O
Ramot-Gilead („Höhe von Gilead“, assyrisch Gal'aza, heute Tell er-Rumeith) ist eine in der Bibel erwähnte Ortschaft im Ostjordanland, deren Überreste sich im heutigen Jordanien befinden. Das Gebiet um Ramot-Gilead trug den Namen Gilead.
Im Deuteronomium (Dtn 4,43 ) und im Buch Josua (Jos 20,8 ) wird Ramot-Gilead als Asylstadt des Stammes Gad genannt, in der Menschen, die einen Anderen ohne Vorsatz getötet hatten, der Blutrache entkommen konnten.
Bei einem Feldzug gegen Ramot-Gilead fiel nach 1. Könige 22,29–37  König Ahab von Israel in der Schlacht. Nach 2. Könige 8,28–29  und 9,14–15  kam es bei Ramot-Gilead um 900 v. Chr. zur Schlacht zwischen den Heeren von König Hasael von Aram und von König Joram von Israel, die mit der Niederlage Jorams endete. Ramot-Gilead wurde dem Reich von Aram eingegliedert.
733 v. Chr. nahm Tiglat-Pileser III. die Stadt ein.